# Matriz elemental
Una matriz elemental de orden n es una matriz que se obtiene a partir de la matriz identidad {\displaystyle I_{n}} aplicando solo una operación elemental de fila o columna, i,e: 
- Por escalamiento
- Producto de fila por un escalar o suma de una fila con una combinación lineal de otras (eliminación)
- Por permutación (Intercambio de filas)

## Propiedades
Se puede probar fácilmente que el producto de una matriz cualquiera con una elemental por la izquierda equivale a realizar las operaciones elementales entre las filas de la matriz A. Es fácil ver que estas matrices tienen inversas (eventualmente, también elementales), y estas pueden  ser calculadas de manera simple pensando en ellas como matrices A a las que se debe aplicar la operación "inversa". 
Por ejemplo, para el caso de una matriz obtenida por escalamiento:
{\displaystyle A={\begin{pmatrix}1&0&0\\0&1&0\\0&0&a\\\end{pmatrix}}} 
Queremos que el elemento {\displaystyle a_{33}} sea 1.
Entonces:
{\displaystyle A^{-1}={\begin{pmatrix}1&0&0\\0&1&0\\0&0&1/a\\\end{pmatrix}}}
En el caso de una matriz obtenida por eliminación:
{\displaystyle A={\begin{pmatrix}1&0&0\\a&1&0\\0&0&1\\\end{pmatrix}}} 
Queremos que el elemento {\displaystyle a_{21}} sea 0.
Entonces:
{\displaystyle A^{-1}={\begin{pmatrix}1&0&0\\-a&1&0\\0&0&1\\\end{pmatrix}}}

## Descomposición de matrices como producto de matrices elementales
Sea la matriz A en {\displaystyle {\mathcal {M}}_{n\times m}}, si A es invertible (en cuyo caso m=n) la solución del sistema {\displaystyle A\cdot X=I_{n}} por eliminación gaussiana sería: 
{\displaystyle (A|I_{n})\longrightarrow (I_{n}|A^{-1})}
que se lleva a cabo mediante la aplicación de un conjunto finito de operaciones elementales de fila, es decir, mediante el producto a izquierda de la matriz original por matrices elementales, i,e:
{\displaystyle E_{1}\cdot E_{2}\cdot \cdot \cdot E_{k}\cdot A=I_{n}} , luego
{\displaystyle A=E_{k}^{-1}\cdot \cdot \cdot E_{2}^{-1}\cdot E_{1}^{-1}}
en donde cada {\displaystyle E_{i}} es una matriz elemental. Por tanto, dado que la inversa de una elemental, es elemental, toda matriz invertible puede escribirse como producto de tales matrices.
Cabe notar la similitud de rol de estas matrices con los números primos. 
- Datos: Q609566